# فضل‌الله صدر
فضل‌الله صدر سیاستمدار پان ایرانیست ایرانی بود که از سال ۱۳۴۶ تا ۱۳۵۴ به عنوان نماینده مجلس شورای ملی خدمت می‌کرد. حوزه انتخابی او کهک قم بود.
وی یکی از اعضای ارشد حزب پان ایرانیست بود اما بعد ها از حزب اخراج شد و در اوایل سال ۱۳۵۰ حزب ایرانیان را تأسیس کرد و رهبر آن شد.